# Hypsiboas tepuianus
Hypsiboas tepuianus är en groddjursart som beskrevs av Barrio-Amorós och Brewer-Carias 2008. Hypsiboas tepuianus ingår i släktet Hypsiboas och familjen lövgrodor. IUCN kategoriserar arten globalt som livskraftig. Inga underarter finns listade i Catalogue of Life.